# STS-127
STS-127 va ser una missió del Transbordador espacial Endeavour a l'Estació Espacial Internacional (ISS). El llançament va ser el 15 de juliol de 2009 a les 06:03 pm EDT. El principal objectiu de la missió STS-127 va ser lliurar i instal·lar els dos últims components del mòdul experimental japonès Kibo: el Fons Exposat (JEM EF), i la secció exposada del mòdul logístic experimental (ELM-ES).

## Tripulació
- Mark L. Polansky (3) - Comandant
- Douglas G. Hurley (1) - Pilot
- Christopher J. Cassidy (1) - Especialista 1 de missió
- Julie Payette (2) - Especialista de 2 de missió
- David A. Wolf (4) - Especialista 3 de missió
- Thomas H. Marshburn (1) - Especialista 4 de missió

### Dut a l'EEIExpedició 20
- Timothy Kopra (1) - Enginyer de vol 2

### Portat de l'EEIExpedició 20
- Koichi Wakata (3) - Enginyer de vol 2

## Càrrega útil de la Missió
- Fons exposat del Mòdul experimental japonès Kibo (JEM FI)
- Secció Exposada del mòdul Experimental japonès Kibo Mòdul de Logística - (ELM-ES). Quan el contingut es transfereixi a la JEM EF, l'ELM-ÉS serà retornat a la badia de càrrega útil del transbordador.
- Integrat de càrrega vertical-Llum de desplegament (ICC-VLD), que conté:
  - Sis bateries noves per a la instal·lació de la biga P6. Aquestes es col·loquen sobre la CPI-VLD per al retorn a la Terra.
  - LDU (unitat d'accionament lineal), PM-2 (mòdul de la bomba-2), i el SGANT (Antenes espai-terra) - tots els quals seran transferits a l'exterior de la plataforma estiba 3 (ESP-3) durant una EVA.
- Càrrega útil DRAGONSAT - Demostrador de GPS per a estudiants de la NASA amb doble Picosatellites construïts per Texas A & M University i la Universitat de Texas.
- Càrrega ANDE-2 - satèl·lits esfèrics dissenyats per EE U.U. Naval Research Laboratory per mesurar la densitat i la composició de l'atmosfera. Un dels satèl·lits, Pollux, està executant biblioteques Arduino, amb la seva càrrega útil programada i construïda pels estudiants.

## Fuita de gasos d'hidrogen posposen el llançament

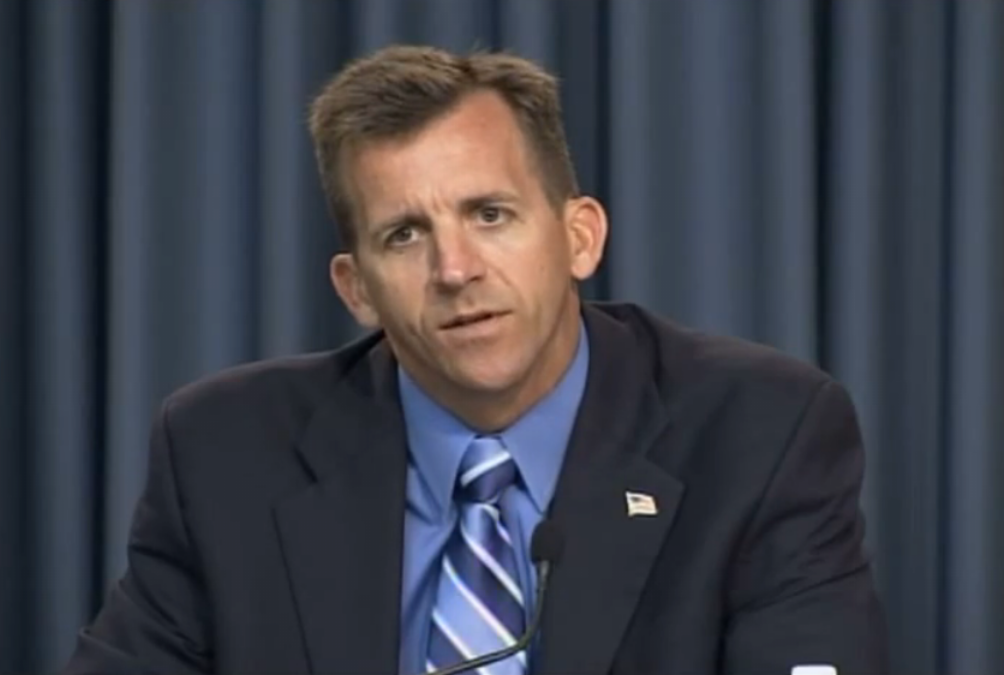
"Nosaltres anem a retrocedir un pas, analitzar la situació, solucionar-la i seguir endavant" deia LeRoy Cain, el mànager adjunt del programa STS, durant la conferència que va seguir la suspensió del llançament del transbordador Endeavour el 17 de juny de 2009 a les 01:55 EDT.

El llançament del transbordador espacial Endeavour de la missió STS-127 a l'Estació Espacial Internacional es troba a espera a causa de fuites associades a la ventilació del sistema d'hidrogen gasós fora del tanc de combustible extern. El dissabte 13 de juny de 2009 a les 00:26 EDT, Els administradors de la Nasa van confirmar que el llançament es posposaria almenys 96 hores. Els directors de la missió es van reunir el diumenge 14 de juny a les 2 pm per tal de discutir les opcions de reparació i els intents de llançament de l'Endeavour. Al final de la reunió hi va haver una conferència de premsa i es va optar per llançar l'Endeavour el dimecres 17 de juny de 2009 a les 05:40 EDT.
Arribada aquesta data, ocurió el mateix que el dissabte 13 de juny: Les mateixes fuites de gasos d'hidrogen van ser trobades en l'Endeavour, per la qual cosa LeRoy Cain, el mànager adjunt del programa STS, va informar que es faran servir els mateixos mètodes, usats en la STS-119 per solucionar el problema en l'ET (tanc extern) de l'Endeavour. La investigació i la reparació servirà de pas per a investigar per què es produeixen aquestes pèrdues.

## Procés d'investigació i reparació de l'ET

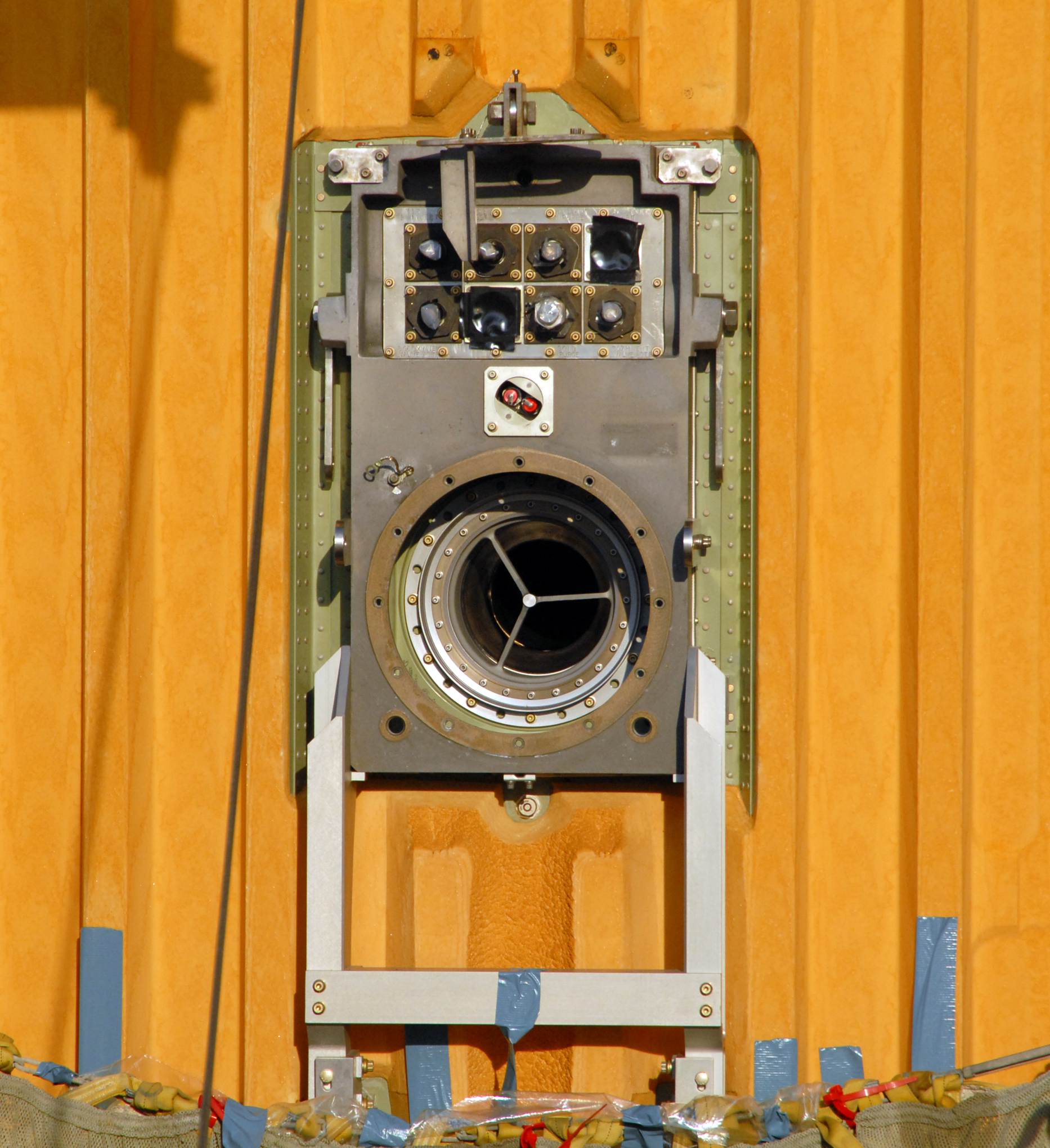
Sistema de ventilació d'Hidrogen, l'ET d'Endeavour.

Després d'un parell de setmanes d'investigació i ardu treball per fi es va poder realitzar el test de càrrega de combustible a l'ET de l'Endeavour, que va ser iniciat el dia 1 de juliol de 2009 a les 06:52 EDT al Centre Espacial Kennedy a Florida. Després del seu desenvolupament no es va detectar cap fuita d'hidrogen gasós, completant un treball reeixit, i mantenint fins ara l'11 de juliol de 2009 com data del llançament de l'Endeavour. A les 9 am EDT, el Tanc Extern va ser omplert a un 98% sense fuites detectades. NASA Televisió transmetre en directe una conferència de premsa a la 1 pm EDT amb l'administrador integrador del programa STS, Mike Moses i el director del llançament de la STS-127 Pete Nickolenko, que han confirmat la notícia i han reiterat que l'11 juliol del 2009, seria llançat l'Endeavour en la seva missió STS-127.

## Tres intents fallits

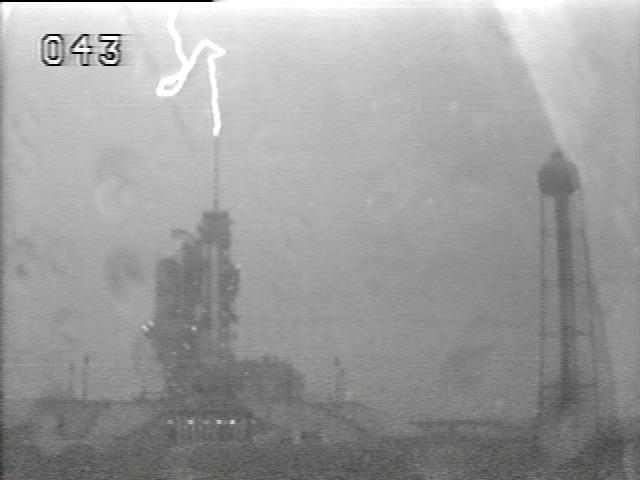
Llampecs i rajos sobre Endeavour la matinada del dissabte 11 de juliol de 2009.

- El primer intent de llançament d'Endeavour després de les fuites d'hidrogen, va ser l'11 de juliol, a les 7:39 pm EDT i va ser cancel·lat per mal temps.
- El segon intent de llançament d'Endeavour després de les fuites d'hidrogen, va ser el 12 de juliol a les 8:13 pm EDT i va ser cancel·lat per mal temps.
- El tercer intent de llançament d'Endeavour després de les fuites d'hidrogen, va ser el 13 de juliol a les 06:53 pm EDT i va ser cancel·lat per mal temps.

## Sexta i Exitosa oportunitat de llançament d'Endeavour
El transbordador espacial Endeavour, després de 5 oportunitats fallides de llançament, es va enlairar per fi des del Centre Espacial Kennedy, a Florida, el dimecres 15 de juliol de 2009 a les 06:03 pm EDT.
L'expectativa sobre el dinamisme del clima era molt gran, però al final tot va sortir bé i Endeavour va desenganxar des de la plataforma de llançament 39A.

## Aterratge d'Endeavour
Després de gairebé 16 dies en òrbita, l'Endeavour, retorn al Centre Espacial Kennedy a florida en un aterratge perfecte a les 10.48 EDT, després de complir la seva missió STS-127. Koichi Wakata retorn a la terra després de 4 mesos d'estada a la ISS.